# Depot von Neunheilingen

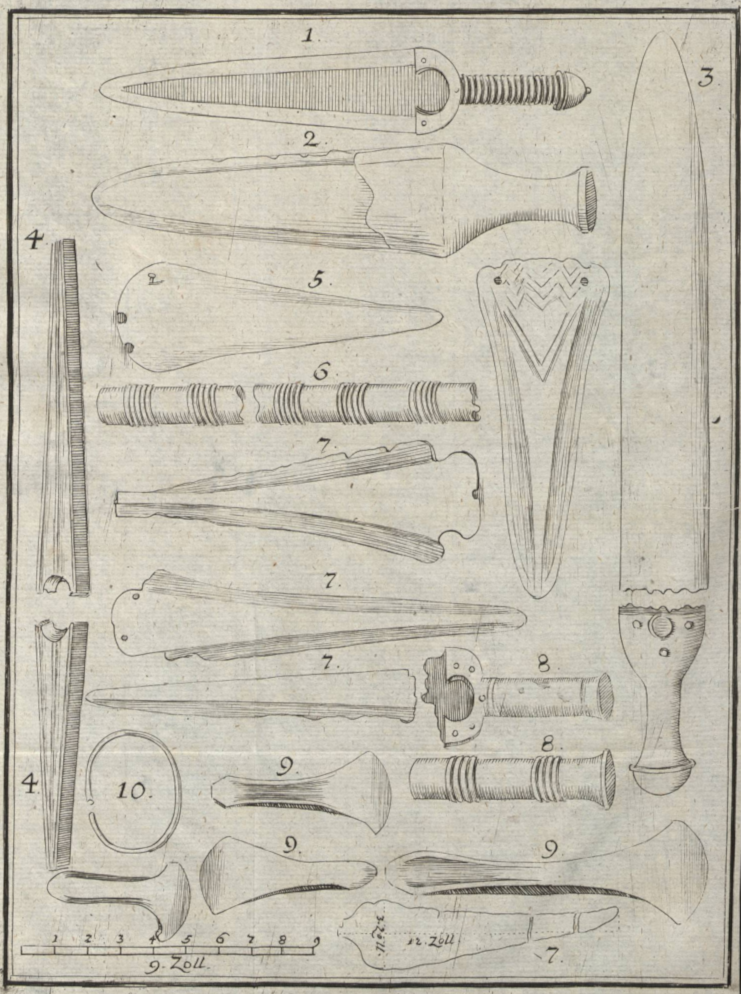
Einige Gegenstände aus dem Depot von Neunheilingen

Das Depot von Neunheilingen (auch Hortfund von Neunheilingen) ist ein Depotfund der frühbronzezeitlichen Aunjetitzer Kultur (2300–1550 v. Chr.) aus Neunheilingen, einem Ortsteil der Gemeinde Nottertal-Heilinger Höhen im Unstrut-Hainich-Kreis (Thüringen). Die erhaltenen Gegenstände des Depots sind heute zwischen dem Landesmuseum für Vorgeschichte in Halle (Saale) und dem British Museum in London aufgeteilt. 

## Fundgeschichte
Das Depot wurde 1776 beim Pflügen gefunden.

## Zusammensetzung
Das Depot bestand ursprünglich aus etwa 77 Bronzegegenständen: ein offener ovaler Armring, ein großes und 60 kleinere Randleistenbeile, zwei Bruchstücke von einer Doppelaxt, vier Stücke von Stabdolchschäften, fünf Stabdolchklingen, eine Dolchklinge, drei Vollgriffdolche und ein Bruchstück eines weiteren Vollgriffdolchs.
Die Doppelaxt besitzt ein kleines Schaftloch und jeweils drei Längsrippen auf der Ober- und Unterseite.
Bei einem der Stabdolchschaftstücke handelt es sich um einen Schaftschuh. Auf drei Stücken ist ein Dekor aus zwei Gruppen und auf einem Stück ein Dekor aus drei Gruppen von jeweils sechs Querrippen erhalten.
Von den Stabdolchklingen besitzt eine abgesetzte Schneiden und eine kräftige gerundete Mittelrippe. Die zweite weist eine breite Mittelrippe und zwei Nietlöcher auf. Die dritte weist zwei Nietlöcher unterschiedlicher Größe und ein schlecht erhaltenes Dekor in Form eines Linienbanddreiecks auf. Das vierte Exemplar besitzt eine breite Mittelrippe und je zwei Rillen an den Schneiden und ein Dekor aus einem kleinen Linienbanddreieck sowie am Heft vier kleine schraffierte Dreiecke, begrenzt von einem schraffierten Winkelband und überschnitten von einem großen Linenbanddreieck. Die genaue Form der fünften Klinge ist unklar, vermutlich war sie gebogen und endete vielleicht in einer Schäftungszunge.
Die Dolchkinge war ursprünglich mit drei Nieten an einem nicht erhaltenen Griff befestigt.
Von den Vollgriffdolchen besitzt einer eine gerippte Griffsäule und einen gewölbten abgesetzten Knauf. Der Griff ist durch drei Nieten an der Klinge befestigt. Der dreiviertelkreisförmige Heftausschnitt ist mit waagerechten Fischgrätenmustern verziert. Der zweite Dolch besitzt eine Griffsäule mit einem Dekor aus zwei waagerechten Liniengruppen und zwischen diesen verlaufenden senkrechten Fischgrätenmustern sowie einen flachen Knauf. Von der mit fünf Nieten befestigten Klinge ist nur noch ein im Heft steckendes Bruchstück erhalten. Der Heftausschnitt ist mit schraffierten Dreiecken verziert. Der dritte Dolch bestand ursprünglich aus einem Griff mit abgesetztem gewölbten Knauf und glockenförmigem Heft sowie einer Klinge mit parallelen Schneiden. Der vierte Dolch besitzt einen flachen Griff, der direkt in die Klinge übergeht und die gleiche Dicke aufweist.
Vom dritten Vollgriffdolch ist heute nur noch der Knauf mit einem Teil der Griffsäule erhalten. Der Rest des Dolchs ging irgendwann nach der Auffindung verloren. Der Armring und die fünfte Stabdolchklinge sind verschollen.